# Nekromanta

Sauron, a Gyűrűk Ura címszereplője az irodalom legismertebb nekromantája

A nekromanta fantasy és horror művekben előforduló olyan személy, aki a holtakkal kapcsolatos mágiákkal, a nekromanciával foglalkozik. Elsősorban olyan valakit értenek alatta, aki képes a holtak testét mozgásra bírni vagy a lelkét az életet a haláltól elválasztó mezsgyén keresztül uralma alá hajtani. Ezekhez kapcsolódik még a vér, vagy más testhez kötődő ősi rítusok, mítoszok felelevenítése, ezekből való építkezés. A nekromanta gyakran "életerővel operál", tehát kiszívja másokból, holttestekbe zárja az életenergiát az úgynevezett "életerőt". Lényeges megjegyezni, hogy a nekromanta nem képes a halottnak az életét visszaadni, hanem cselekvésre bírja azokat.

## Praktikák

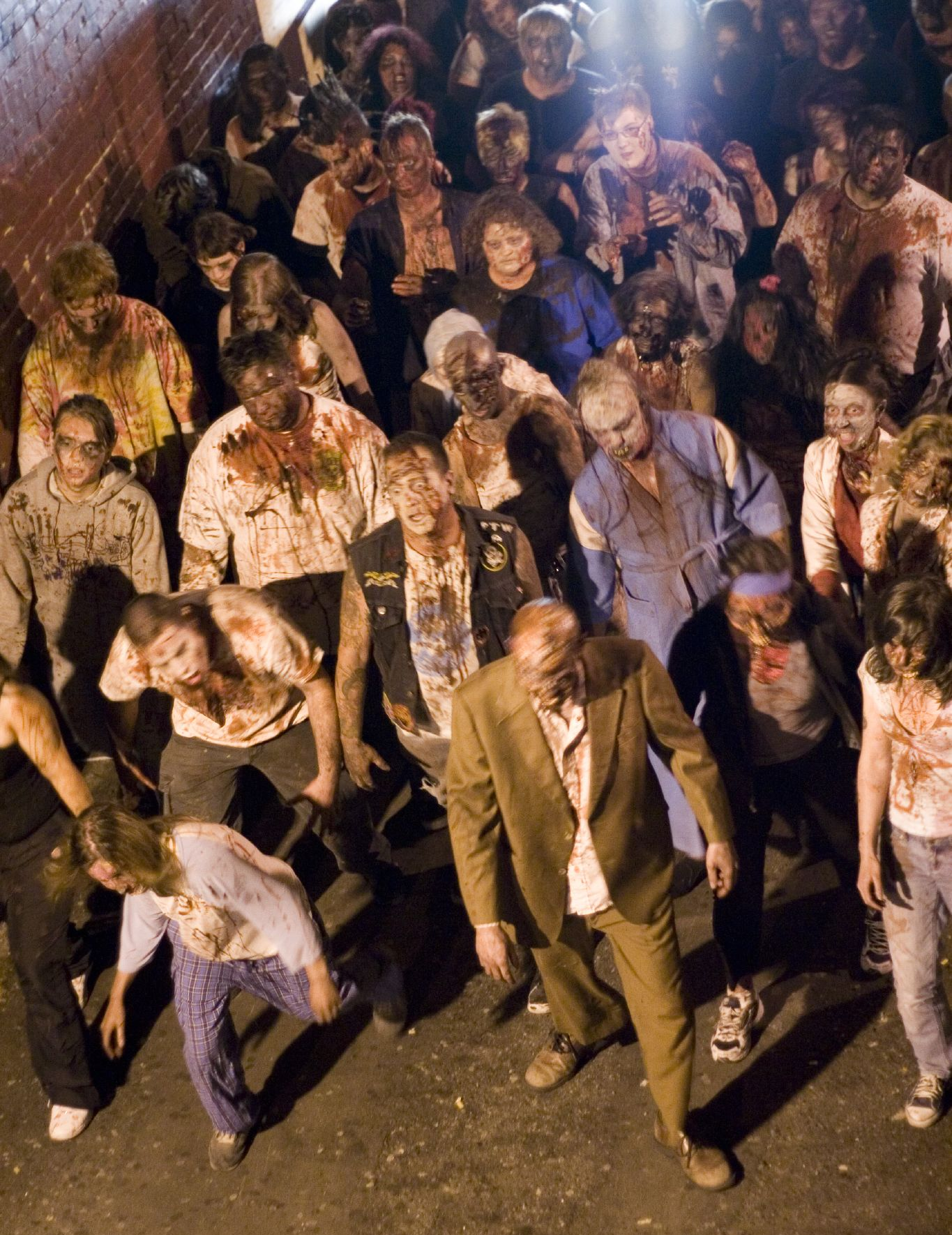
A zombik a nekromanták gyakori szolgái

A nekromanta általában varázsló vagy valamilyen mágikus hatalommal rendelkező lény. Habár nekromanta alatt elsődlegesen azokat a varázslókat kell érteni, akik egy halott testből élőholtat, például zombit készítenek, jelentős azoknak is a száma, akik a halott lelkét manipulálják. Ezek a halottidézők nem szükségszerűen hoznak létre élőholtakat, lehet hogy csak információt akarnak kicsikarni a lélekből. Természetesen a nekromancia két különböző fajtája gyakran összemosódik, gyakorlói mindkettőben jártasak lehetnek. 
A nekromanták által teremtett élőholtak lehetnek fizikaiak, mint például a zombi, a vámpír vagy a csontváz illetve fizikai test nélküliek, mint amilyen a szellem vagy a kísértet.

## A sötét oldal
A különböző regények és szerepjátékok, ahol nekromantákkal találkozhatunk általában negatív jellemmel párosítják őket, sőt rendszerint a gonoszságot képviselik. A szerepjátékok rendszerint valamilyen játéktechnikai megkülönböztetéssel élnek velük szemben. Ilyen lehet, hogy a jellemkövető szerepjátékokban gonosznak kell lenniük (AD&D), vagy a karakter előbb-utóbb lelki torzulásokon esik át (Vampire: The Masquerade), gondolkodásában egyre kevesebb az emberi. 

## Nem nekromanta
Habár a holtak életre keltésével foglalkoznak, általában nem lehet klasszikus értelemben nekromantának tekinteni azokat a szereplőket, akik ezt nem mágikus hatalommal, hanem valamilyen technikai eszköz segítségével teszik. Ilyen például Mary Shelley Victor Frankensteinje vagy Lovecraft Herbert West nevű hőse. Fontos az is, hogy a nekromantának nem célja a tényleges élet visszaadása, pusztán a hatalmát akarja növelni praktikái segítségével. Az említett hősök viszont a halált az élettől elválasztó jelenséget tudományos szempontból kutatják, avagy új, valós életet akarnak teremteni.

## Híres nekromanták
Fantasy vagy horror művekből számos nekromanta neve ismerősen csenghet.
- Alyr Arkhon, a M.A.G.U.S. világából.
- Voldemort a Harry Potterből.
- A Giovanni klán a Vampire: The Masquerade-ból.
- Anita Blake Laurell K. Hamilton könyveiből
- Sauron a Gyűrűk Ura, a Szilmarilok, a Hobbit, a Gyűrű keresése és a Húrin gyermekei című művekből
- Sandro A Might and Magic-ben
- Orochimaru, a Narutóból
- Kel'Thuzad, a World of Warcraftból.
- Marius Prince, Nurmengardból (ő a Negyedik torony egyik nagyura)
- Keyes, a fekete érsek, Fairy tail
- Sung Jin-Woo, Solo Leveling
- Chloé Saunders, Kelley Armstrong – Sötét erő trilógia című könyv
- Iris Rouse, a Shadowhunters című sorozatból Éjkirály, a Trónok Harca című sorozatból